# Futani
Futani è un comune italiano di 1 049 abitanti della provincia di Salerno in Campania.

## Geografia fisica
Futani si trova nel Cilento centro-meridionale, alle pendici del monte Gelbison ed è ricompreso nel Parco nazionale del Cilento e Vallo di Diano. Sorge a 3,5 km da Cuccaro Vetere, 3,4 da Massicelle, e 15 da Vallo della Lucania. Il comune ha anche due frazioni: Castinatelli, distante circa quattro chilometri ed Eremiti, distante da Futani sei chilometri. Anticamente erano chiamate casali della “terra di Cuccaro”. Probabilmente erano assegnati al Comune di Cuccaro Vetere.

## Monumenti e luoghi d'interesse
- Abbazia di Santa Cecilia

## Società

### Evoluzione demografica
Abitanti censiti

## Infrastrutture e trasporti

### Ferrovie
A circa 20 km percorrendo la S.P. 430 passa la linea ferroviaria Salerno-Reggio Calabria Stazione Vallo della Lucania/Castelnuovo Cilento.

### Principali arterie stradali
- Strada statale 18 Tirrena Inferiore.
- Strada Regionale 447 racc A Foria-Massicelle-Futani-Innesto SS 18.
- Strada Provinciale 84 Futani-S.Mauro La Bruca-Innesto SS 447.
- Strada provinciale 220 Innesto SP 84-Eremiti.
- Strada Provinciale 430/b Svincolo Vallo Scalo-Pattano-Vallo della Lucania-Ceraso-Cuccaro V.-Futani.
- Strada Provinciale 430/c Futani-Massicelle-Poderia.

## Amministrazione

### Sindaci
| Periodo          | Periodo          | Primo cittadino        | Partito                              | Carica                    | Note  |
| ---------------- | ---------------- | ---------------------- | ------------------------------------ | ------------------------- | ----- |
| 23 aprile 1995   | 12 giugno 2004   | Gerardo Aniello Ruocco | centro                               | Sindaco                   |       |
| 13 giugno 2004   | 10 novembre 2007 | Angelo Delli Santi     | lista civica                         | Sindaco                   |       |
| 10 novembre 2007 | 13 aprile 2008   | Giuseppina Supino      | -                                    | commissario straordinario |       |
| 14 aprile 2008   | 26 maggio 2013   | Pompeo Trivelli        | lista civica                         | Sindaco                   |       |
| 27 maggio 2013   | 25 maggio 2014   | Roberto Amantea        | -                                    | commissario straordinario | [ 6 ] |
| 25 maggio 2014   | 26 maggio 2019   | Aniello Caputo         | lista civica Futuro per Futani       | Sindaco                   |       |
| 26 maggio 2019   | 9 giugno 2024    | Aniello Caputo         | lista civica Impegno per Futani      | Sindaco                   |       |
| 9 giugno 2024    | in carica        | Dario Trivelli         | lista civica Orgoglio e appartenenza | Sindaco                   |       |

### Altre informazioni amministrative
Le competenze in materia di difesa del suolo sono delegate dalla Campania all'Autorità di bacino regionale Sinistra Sele.
Il comune fa parte della Comunità montana Bussento - Lambro e Mingardo.